# FC Oberneuland
FC Oberneuland – niemiecki klub sportowy z siedzibą w Bremie.
Założony został 13 lipca 1948 w Zum Dorfkrug. Oprócz sekcji piłkarskiej funkcjonuje także koszykarska i gimnastyczna.